# Tinarau
Tinarau är en havsgud i Oceaniens mytologi i Polynesien. Make till mångudinnan Hina Keha.

Tinarau råder över haven och dess varelser. Han har en dubbel natur: Han kan uppträda destruktivt som hajarnas gud men också visa sig som en vacker yngling. När han uppträder i den senare skepnad är hans högra sida en människas men hans vänstra fiskens. I den förra inkarnationen sägs han ansvarig för olyckor till havs.
Möjliga, alternativa (eng?) namnformer: Tini Rau, Kinilau, Sinilau, Tinilau.